# Jackie Fahey
John Fahey (23 janvier 1928-18 mars 2019) est un homme politique irlandais du Fianna Fáil. Il est Teachta Dála (TD) pendant plus de vingt-cinq ans.

## Biographie
Fahey est né à Clonmel, dans le comté de Tipperary en 1928. Il fait ses études localement à la Christian Brothers School. Après ses études, il travaille comme agriculteur, commissaire-priseur et courtier d'assurance.
Fahey entre en politique pour la première fois en 1950 lorsqu'il est élu au conseil du comté de Waterford. Il occupe son siège au sein de cette autorité jusqu'en 1970, puis de 1974 à 1999.
Il est élu au Dáil Éireann en tant que député Fianna Fáil pour la circonscription de Tipperary Sud aux élections générales de 1965. C'est sa deuxième tentative d'être élu, après avoir déjà participé aux élections générales de 1961. À partir des élections générales de 1977, il est élu dans la circonscription de Waterford. Il est secrétaire parlementaire du ministre de l'Agriculture et de la Pêche de 1970 à 1973.
Comme beaucoup d’autres députés, Fahey commence à être déçu par le leadership de Jack Lynch à la fin des années 1970. Lui et d'autres craignaient particulièrement que George Colley succède à Lynch à la tête du Fianna Fáil et comme Taoiseach. Fahey joue un rôle déterminant dans la formation du soi-disant « gang des cinq » avec Albert Reynolds, Mark Killilea, Tom McEllistrim et Seán Doherty. Ce groupe commence à faire campagne au sein du groupe parlementaire Fianna Fáil en faveur de Charles Haughey, qu'ils considèrent comme un meilleur choix de leader que Colley.
Haughey remporte finalement la course à la direction et récompense Fahey en le nommant ministre d'État au ministère de l'Environnement, poste qu'il occupe de 1979 à 1981. Il n'est pas reconduit dans aucun futur gouvernement Haughey, mais reste loyal à Haughey. Fahey se présente aux élections du Parlement européen de 1989 dans la circonscription de Munster mais n'est pas élu. Il vote contre le projet de coalition Fianna Fáil-Démocrates progressistes et est exclu du parti. Il présente une nouvelle demande d'adhésion au parti en 1990 et est réadmis.
Fahey perd son siège aux élections générales de 1992. Il termine son mandat au conseil municipal de Waterford et prend sa retraite de la politique en 1999.
Il est décédé le 18 mars 2019, à l'âge de 91 ans.